# Manganerzbergwerk Ilse
Die Manganerzgrube Ilse ist ein stillgelegtes Erzbergwerk im Hunsrück, südlich der Hunsrückhöhenstrasse bei der Ortsgemeinde Bell.

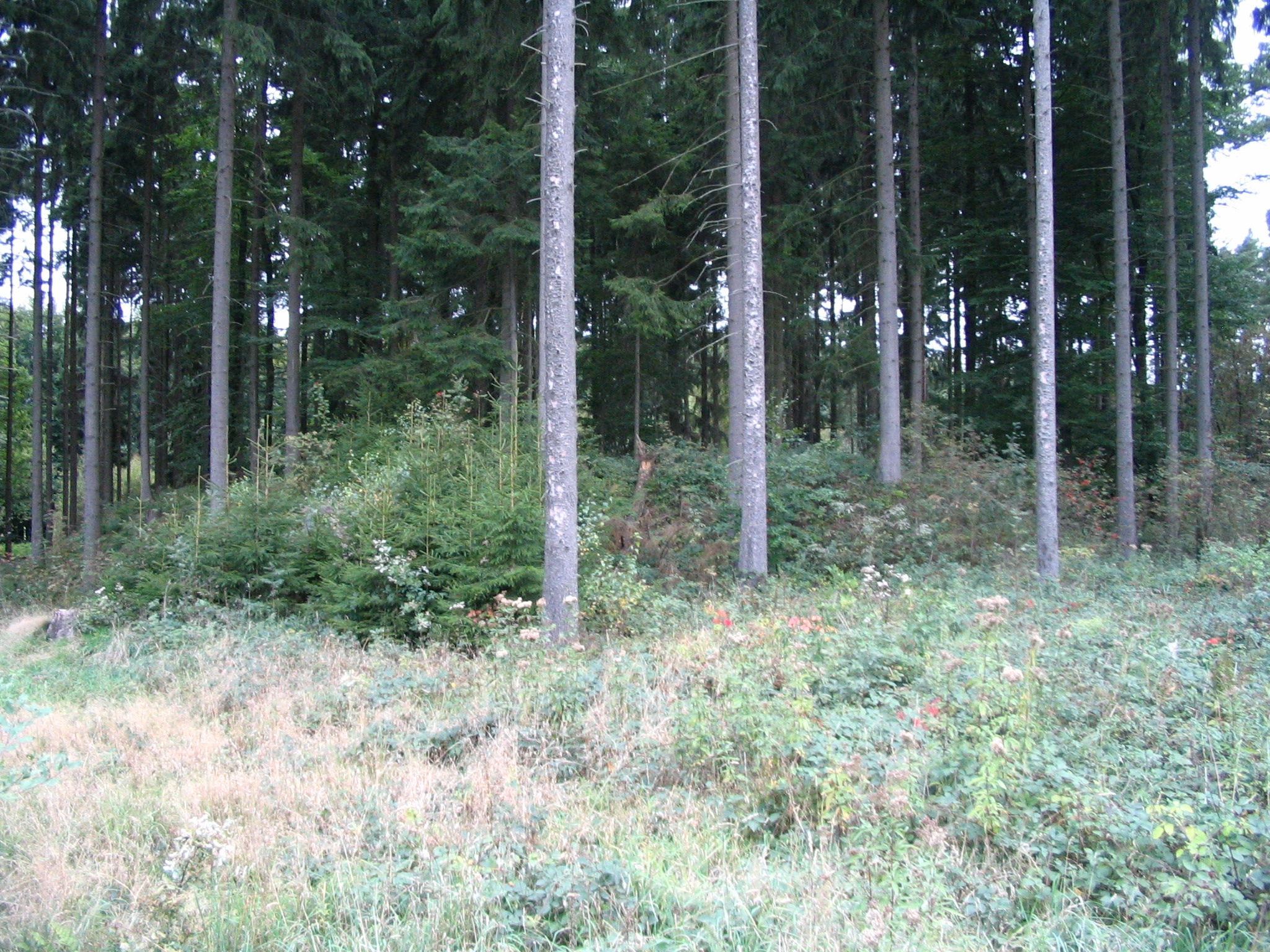
Blick auf die ehemalige Abraumhalde

## Beschreibung
Der Schacht der Grube Ilse ging bis zu einer Tiefe von 20 m, es war eine Förderung bis in 30 m Tiefe geplant. Die Manganerzstollen hatten eine Stärke von 10 bis 125 cm. In der Blütezeit der Grube wurden 20 Personen beschäftigt, um das relative kleine Manganvorkommen abzubauen.

## Geschichte
Es wird davon ausgegangen, dass schon seit der Eisenzeit in Bell Erz abgebaut wurde. Aufzeichnungen berichten, dass ab dem 18. Jahrhundert kontinuierlich Bergbau betrieben wurde, die erste Konzession der Gewerkschaft Bell erlaubte die Erzgewinnung. Später weckte der hohe Mangangehalt des Beller Erzes neue Begehrlichkeiten, die Rheinischen Stahlwerke übernahmen 1916 nach einem juristischen Streit die Grube.

## Stilllegung
Mit dem Übergang des Besitzes auf die Barbara Erzbergbau Aktiengesellschaft 1953 ging die Förderung in der Kleinstgrube zur Neige. Die Stollen wurden ordnungsgemäß verschlossen, das Bergwerk rückgebaut. Heute ist nur noch die Abraumhalde erkennbar.